# Winter-Asienspiele 2025/Teilnehmer (Iran)
| Gelbes Symbol für Goldmedaillen mit stilisierten Olympischen Ringen | Graues Symbol für Silbermedaillen mit stilisierten Olympischen Ringen | Braundes Symbol für Bronzemedaillen mit stilisierten Olympischen Ringen |
| ------------------------------------------------------------------- | --------------------------------------------------------------------- | ----------------------------------------------------------------------- |
| —                                                                   | —                                                                     | —                                                                       |

Die Islamische Republik Iran (IRI) nimmt an den Winter-Asienspiele 2025 in Harbin in China teil.

## Teilnehmer nach Sportarten

### Ski Alpin
| Athleten                  | Wettbewerbe | 1. Lauf | 1. Lauf | 2. Lauf | 2. Lauf | Gesamt      | Gesamt |
| Athleten                  | Wettbewerbe | Zeit    | Rang    | Zeit    | Rang    | Zeit        | Rang   |
| ------------------------- | ----------- | ------- | ------- | ------- | ------- | ----------- | ------ |
| Frauen                    |             |         |         |         |         |             |        |
| Maryam Kiashemshaki       | Slalom      | 58,37 s | 21      | DNF     | DNF     | DNF         | DNF    |
| Männer                    |             |         |         |         |         |             |        |
| Mohammad Kiya Darbandsari | Slalom      | 48,80 s | 11      | 47,02 s | 6       | 1:35,82 min | 8      |

### Skibergsteigen
| Athleten           | Wettbewerbe | Qualifikation | Qualifikation | Vorlauf | Vorlauf | Halbfinale | Halbfinale | Finale | Finale | Rang |
| Athleten           | Wettbewerbe | Zeit          | Rang          | Zeit    | Rang    | Zeit       | Rang       | Zeit   | Rang   | Rang |
| ------------------ | ----------- | ------------- | ------------- | ------- | ------- | ---------- | ---------- | ------ | ------ | ---- |
| Frauen             |             |               |               |         |         |            |            |        |        |      |
| Marzieh Beha       | Sprint      |               |               |         |         |            |            |        |        |      |
| Fatemeh Sadat Seyd | Sprint      |               |               |         |         |            |            |        |        |      |
| Männer             |             |               |               |         |         |            |            |        |        |      |
| Ali Kalhor         | Sprint      |               |               |         |         |            |            |        |        |      |
| Mohsen Savei       | Sprint      |               |               |         |         |            |            |        |        |      |
| Mixed              |             |               |               |         |         |            |            |        |        |      |
|                    | Staffel     |               |               | —       | —       | —          | —          |        |        |      |

### Skilanglauf
| Athleten               | Wettbewerbe | Zeit | Rang |
| ---------------------- | ----------- | ---- | ---- |
| Frauen                 |             |      |      |
| Samaneh Beirami Baher  |             |      |      |
| Atefeh Salehi          |             |      |      |
| Farnoosh Shemshaki     |             |      |      |
| Sahel Tir              |             |      |      |
| Männer                 |             |      |      |
| Alireza Moghdid        |             |      |      |
| Danyal Saveh Shemshaki |             |      |      |
| Seyed Ahmad Reza Seyd  |             |      |      |
| Mahdi Tir              |             |      |      |

| Athleten               | Wettbewerbe      | Qualifikation | Qualifikation | Viertelfinale | Viertelfinale | Halbfinale    | Halbfinale    | Finale        | Finale        | Rang |
| Athleten               | Wettbewerbe      | Zeit          | Rang          | Zeit          | Rang          | Zeit          | Rang          | Zeit          | Rang          | Rang |
| ---------------------- | ---------------- | ------------- | ------------- | ------------- | ------------- | ------------- | ------------- | ------------- | ------------- | ---- |
| Frauen                 |                  |               |               |               |               |               |               |               |               |      |
| Samaneh Beirami Baher  | Sprint klassisch | 4:15,77 min   | 18            | 4:21,94 min   | 4             | ausgeschieden | ausgeschieden | ausgeschieden | ausgeschieden | 17   |
| Atefeh Salehi          | Sprint klassisch | 5:04,50 min   | 21            | 4:56,67 min   | 5             | ausgeschieden | ausgeschieden | ausgeschieden | ausgeschieden | 20   |
| Farnoosh Shemshaki     | Sprint klassisch | 5:13,75 min   | 22            | 5:36,46 min   | 5             | ausgeschieden | ausgeschieden | ausgeschieden | ausgeschieden | 21   |
| Sahel Tir              | Sprint klassisch | 4:45,03 min   | 20            | 4:46,04 min   | 4             | ausgeschieden | ausgeschieden | ausgeschieden | ausgeschieden | 19   |
| Männer                 |                  |               |               |               |               |               |               |               |               |      |
| Alireza Moghdid        | Sprint klassisch | 3:43,80 min   | 24            | 3:42,00 min   | 5             | ausgeschieden | ausgeschieden | ausgeschieden | ausgeschieden | 23   |
| Danyal Saveh Shemshaki | Sprint klassisch | 3:31,96 min   | 20            | 3:26,85 min   | 4             | ausgeschieden | ausgeschieden | ausgeschieden | ausgeschieden | 19   |
| Seyed Ahmad Reza Seyd  | Sprint klassisch | 3:54,43 min   | 29            | 3:57,00 min   | 6             | ausgeschieden | ausgeschieden | ausgeschieden | ausgeschieden | 28   |
| Mahdi Tir              | Sprint klassisch | 3:49,09 min   | 25            | 3:42,04 min   | 6             | ausgeschieden | ausgeschieden | ausgeschieden | ausgeschieden | 25   |